# Отавара

36°52′15″ пн. ш. 140°0′56″ сх. д. / 36.87083° пн. ш. 140.01556° сх. д.
Отава́ра (яп. 大田原市, おおたわらし, МФА: [oːtawaɾa ɕi̥]) — місто в Японії, в префектурі Тотіґі.

## Короткі відомості
Розташоване в північно-східній частині префектури. Виникло на базі середньовічного призамкового містечка самурайського роду Отавара та постоялого містечка на Муцівському шляху. Комерційний центр півночі префектури. Основою економіки є сільське господарство, вирощування гірчиці, харчова промисловість, торгівля. Станом на 1 жовтня 2008 площа міста становила 354,12 км². Станом на 1 січня 2009 населення міста становило 78 268 осіб.

## Уродженці
- Осіма Юміко (* 1947) — відома японська манґака.